# Шчурки
Шчурки (словен. Ščurki) — поселення в общині Велике Лаще, Осреднєсловенський регіон, Словенія. 
Висота над рівнем моря: 360,1 м.